# キリンホールディングス
キリンホールディングス株式会社（英: Kirin Holdings Company, Limited）は大手ビールメーカーのキリンビール、大手清涼飲料水メーカーのキリンビバレッジなどを傘下を持つ持株会社である。三菱グループの一員であり、三菱金曜会 及び三菱広報委員会 の会員企業である。
東証プライム上場。日経平均株価、読売株価指数、TOPIX Large70、JPX日経インデックス400の構成銘柄の一つ。

## 概要
1870年、ノルウェー系アメリカ人のウィリアム・コープランドが横浜居留地・山手123番（現在の横浜市中区諏訪町、「キリン園公園」として記念碑が建つ）で興した、日本初の大衆向けビールを醸造企業「スプリング・バレー・ブルワリー」を起源としている。そのため、日本のビール産業の草分け的存在としても認知されている。
その後、日本初のビアガーデンの開業や経営破綻、トーマス・ブレーク・グラバーや岩崎弥之助らによる企業再建などを経て、1907年には三菱財閥傘下の初代麒麟麦酒として再スタートを切った。
第二次世界大戦後は国内ビールのシェアの首位にあったが、アサヒビールの「スーパードライ」の台頭に伴い、2016年時点ではアサヒビールに首位の座を譲った。それからは創業以来の独特の苦みとコクを売りにしたビールの固定ファンの獲得と新商品の投入合戦で、アサヒビールと熾烈なシェア争奪戦を繰り広げ、2020年には首位の座を奪還した。なお、2025年現在ではビールや低アルコール飲料の新商品を大量投入しており、ビール系飲料のラインナップ数とビール系飲料以外も含めた酒類の販売高は業界一となっている。
戦後の財閥解体以降、中国酒を主軸とした酒類メーカーの永昌源や、日本最大のワイナリーのメルシャンなどに対するM&A（グローバル分野への進出）、医薬品メーカーのキリンファーマ（現・協和キリン）の設立など事業の多角化を進めている。2007年7月1日には、社名をキリンホールディングスに改め、純粋持株会社に移行した（後述）。
2009年7月13日、複数のマスメディアが、キリンとサントリーが経営統合に向け交渉している事を報じた。狙いは日本が市場として縮小する中で、海外に商機を拡大するのが目的とされている。しかし統合比率などで両社の隔たりが大きすぎたことから、2010年2月8日付で交渉は中止された。
2013年1月1日に、国内飲料事業を統括する中間持株会社として、キリンを設立（旧キリングループオフィスより改称）。主要子会社である2代目麒麟麦酒、キリンビバレッジ、メルシャンの全株式を、キリンに移管した。しかし2019年7月1日、キリンを吸収合併のうえ、国内中間持株会社を解消した。
2019年2月5日、キリンHDの取締役会で、協和発酵バイオの全株式の取得が決定された。子会社の協和発酵キリン（現・協和キリン）から、協和発酵バイオの株式95.0％を約1280億円で取得する（2023年1月付で完全子会社化）。

## 沿革
参照：
- 2007年7月1日 - 純粋持株会社に移行。旧商号の初代麒麟麦酒から、キリンホールディングス株式会社に変更[20][21]。

1. 2代目麒麟麦酒がキリンHDの国内酒類事業と、メルシャンのRTDなど合成酒類の販売業を吸収。
2. キリンHDの医薬品事業を、キリンファーマ（後の協和発酵キリン）として分社化。
3. キリンHDのコーポレート機能を、初代キリンビジネスエキスパート（後のキリングループオフィス）として分社化。

- 2007年12月10日 - 大手医薬品メーカーの協和醱酵工業（後の協和発酵キリン）に対する友好的TOBが成立。キリンHDは協和醱酵工業の株式28.5%を取得する一方で、キリンファーマの全株式を協和醱酵工業に売却[22]。
- 2007年12月28日 - フィリピン三大財閥の一角を占めるSan Miguel Corporationから、オーストラリア最大の乳業メーカーのNational Foods Limited（後のLion-Dairy & Dorinks Pty Ltd）の全持分を取得[23]。
- 2008年10月1日 - 連結子会社の協和醱酵工業がバイオケミカル事業を、協和発酵バイオとして分社化。分割後の協和醱酵工業はキリンファーマを吸収合併のうえ、協和発酵キリン（現・協和キリン）に商号変更[24]。
- 2008年11月 - オーストラリア法人のNational Foods Limitedが、現地大手乳酸品メーカーのDairy Farmersの全株式を取得[25]。
- 2009年3月31日 - 関連会社のキリンヤクルトネクストステージの保有分全株式を、共同出資先のヤクルト本社に売却[26]。
- 2009年4月1日 - 連結子会社の協和発酵フーズとキリンフードテックの合併により、キリン協和フーズを設立[27][28]。
- 2009年10月21日 - オセアニアの大手ビールメーカーのライオンネイサンの全株式を取得。23日には中間持株会社のLion Nathan National Foods Pty Ltd（現・LION Pty Ltd）に全株式を移管。
- 2011年1月 - 連結子会社のキリングループオフィス（旧初代キリンビジネスエキスパート）がシェアードサービス機能を、2代目キリンビジネスエキスパートとして分社化。
- 2011年8月 - 中国政府系のコングロマリットの華潤創業有限公司と共同で、現地清涼飲料水メーカーの華潤麒麟飲料（大中華）有限公司を設立[29]。
- 2011年10月 - ブラジルの大手総合飲料メーカーのSchincariol Participações e Representações S.A.（後のBrasil Kirin Holding S.A）を買収[30][31]。
- 2013年1月1日 - 国内飲料事業の中間持株会社として、キリン（旧キリングループオフィス）を設立。子会社の2代目麒麟麦酒、キリンビバレッジ、メルシャンの全株式をそれぞれキリンに移管。
- 2013年3月 - キリン協和フーズ（翌2014年1月、MCフードスペシャリティーズに改称）を、大手総合商社の三菱商事に売却[32]。
- 2013年4月 - 同年5月までをめどに、本社機能を、東京都中野区の中野セントラルパークサウスに移転。これに併せ、国内グループ会社の本社機能を、同地に集約。
- 2017年6月 - Brasil Kirin Holding S.Aの全株式を、オランダの大手ビールメーカーのHeineken International B.V.に売却[33]。
- 2019年7月1日 - 中間持株会社のキリンを吸収合併のうえ、2代目麒麟麦酒、キリンビバレッジ、メルシャンの3社を直接子会社化[34]。
- 2021年1月 - オーストラリア法人のLion-Dairy & Dorinks Pty Ltdの全株式を、現地大手乳業メーカーのBega Cheese Ltdに売却[35]。
- 2022年8月 - 中国法人の華潤麒麟飲料（大中華）有限公司の全持分を、現地の投資ファンドに売却[36]。
- 2023年1月23日 - ミャンマー・ブルワリーの全株式を売却[37]。
- 2023年12月28日 - 名証、福証、札証より上場廃止[38]。
- 2024年2月1日 - 同年8月をめどに、連結子会社のキリンビバレッジが大手消費財メーカーの花王より、「ヘルシア」ブランドを譲受け[39]。
- 2024年9月19日 - 大手化粧品・健康食品メーカーのファンケルに対するTOBが成立、同社の発行済み株式の約75％を取得（後に完全子会社化）[40][41]。
- 2025年7月1日 - 連結子会社の協和キリンがアミノ酸事業を、中国の大手食品添加物メーカーの梅花生物科技集団股份有限公司に売却[42]。

## 歴代社長
- 加藤壹康：2007年 - 2010年
- 三宅占二：2010年 - 2015年
- 磯崎功典：2015年 - 2024年
- 南方健志：2024年 - 現職

## 主要事業子会社
参照：

### 酒類
麒麟麦酒株式会社（キリンHD 100.0%）- 大手ビールメーカー。キリンHDの酒類事業を引き継いだ2代目法人。
【日本】
| - キリンディスティラリー株式会社（麒麟麦酒 100.0%）- ジャパニーズ・ウイスキーの製造 - 株式会社永昌源（麒麟麦酒 100.0%）-「杏露酒」をはじめとした中国酒メーカー - キリンシティ株式会社（麒麟麦酒 100.0%）- ビアホール「キリンシティ」の経営、チェーン展開 - 株式会社ヤッホーブルーイング（麒麟麦酒 33.3%、星野リゾート 66.7%）- 大手クラフトビールメーカー |  | - スプリングバレーブルワリー株式会社（麒麟麦酒 100.0%）-「SPRING VALLEY BREWERY」ブランド（クラフトビール、同名のレストラン併設型蒸溜所）の展開 - キリンエンジニアリング株式会社（麒麟麦酒 100.0%）- 飲料・食品工場建設、医薬関連新設の総合プラントエンジニアリング |

【欧州】
- Kirin Europe GmbH（麒麟麦酒 100.0%）- 欧州の酒類メーカー（KIRIN）

【北米】
- Brooklyn Brewery Corporation（麒麟麦酒 25.5%）- 米国最大のクラフトビールメーカー

麒麟（中国）投資有限公司（キリンHD 100.0%）- 中国子会社の統括
| - 麒麟啤酒（珠海）有限公司（麒麟（中国）投資 100.0％）- 広東省、マカオのビールメーカー |  | - 台湾麒麟啤酒股份有限公司（麒麟（中国）投資 100.0%）- 台湾でのKIRINの輸入販売 |

メルシャン株式会社（キリンHD 100.0%）- 日本最大のワイナリー
| - 日本リカー株式会社（メルシャン 72.1%、PH-CH社 10.0%）- ワインインポーター |  | - ワインキュレーション株式会社（メルシャン 100.0%）- ワインの輸入、ECサイトの運営 |

Lion Pty Ltd（キリンHD 100.0%）- LION NATHANグループの統括
【オセアニア】
| - Fermentum Pty Ltd（Lion Pty Ltd 100.0%）- オーストラリアの大手ビールメーカー。旧Lion Nathan Australia Pty Ltd - Lion-Beer, Spirits & Wine Pty Ltd（Lion Pty Ltd 100.0%）- オセアニアの総合酒類メーカー |  | - Lion (NZ) Ltd（Lion Pty Ltd 100.0%）- ニュージーランドの大手ビールメーカー。 - Lion Nathan Finance (NZ) Ltd（Lion Pty Ltd 100.0%）- ニュージーランドでの金融サービス - Lion Global Craft Beverages Pty Ltd（Lion Pty Ltd 100.0%）- オセアニアのクラフトビールメーカー |

【北米】
| - Four Roses Distillery, LLC（Lion Pty Ltd 100.0%）- 米国を中心とした「フォアローゼズ」ブランドの展開 - Nirin Brewery of America, LLC（Lion Pty Ltd 100.0%）- 米国全土の蒸溜所（KIRIN）の経営 |  | - New Belgium Brewing Company, Inc.（Lion Pty Ltd 100.0%）- 米国全土の蒸溜所（ニューベルジャン）の経営 - Lion Nathan USA Inc.（Lion Pty Ltd 100.0%）- 米国の酒類メーカー |

### 飲料
キリンビバレッジ株式会社（キリンHD 100.0%）- 大手総合飲料水メーカー
| - 北海道キリンビバレッジ株式会社（キリンビバレッジ 100.0%）- 北海道での自販機事業 - 北海道キリンビバレッジサービス株式会社（北海道キリンビバレッジ 100.0%）- 自販機事業の企画・販売 - 東海ビバレッジサービス株式会社（キリンビバレッジ 100.0%）- 愛知県、静岡県での自販機事業 - 関西キリンビバレッジサービス株式会社（キリンビバレッジ 100.0%）- 関西での自販機事業 - 信州ビバレッジ株式会社（キリンビバレッジ 100.0%）- 清涼飲料水の受託製造 |  | - 仙台キリンビバレッジサービス株式会社（キリンビバレッジ 100.0%）- 岩手県、宮城県での自販機事業 - 東京キリンビバレッジサービス株式会社（キリンビバレッジ 100.0%）- 首都圏での自販機事業 - 中部キリンビバレッジサービス株式会社（キリンビバレッジ 100.0%）- 中部での自販機事業 - 株式会社キリンビバックス（キリンビバレッジ 100.0%）- 中四国、九州での自販機事業 - キリンメンテナンス・サービス株式会社（キリンビバレッジ 100.0%）- 自販機のメンテナンス業務 |

Kirin Holdings Singapore Pte. Ltd.（キリンHD 100.0%）- 東南アジア子会社の統括
| - Interfood Shareholding Company（Kirin HD Singapore 95.7%）- ベトナムの清涼飲料水・食品メーカー - Kirin Global Insurance Singapore Pte. Ltd.（Kirin HD Singapore 100.0%）- シンガポールのキャプティブ保険会社 |  | - Vietnam Kirin Beverage Co., Ltd.（Kirin HD Singapore 100.0%）- 東南アジアの清涼飲料水メーカー - B9 Beverages Pvt. Ltd.（現地企業他との共同出資）- インドのプレミアムビールメーカー |

Coca-Cola Beverages Northeast, Inc.（キリンHD 100.0%）- 米国での「コカ・コーラ」ブランドのボトラー

### 医薬
協和キリン株式会社（キリンHD 100.0%）- 大手医薬品メーカー
【日本】
| - 協和キリンフロンティア株式会社（協和キリン 100.0%）- ジェネリック医薬品メーカー - 協和キリン富士フイルムバイオロジクス株式会社（協和キリン 50.0%、富士フイルム 50.0%）- バイオシミラーの総合メーカー |  | - 協和キリンプラス株式会社（協和キリン 100.0%）- 総合支援サービス - Cowellnex株式会社（協和キリン 50.0%、キリンHD 50.0%）-「健康」に関する研究、事業開発 |

【APAC】
- Kyowa Kirin Asia Pacific Pte. Ltd.（「Kyowa Kirin APAC」、協和キリン 100.0%）- APAC子会社の統括

| - Kyowa Kirin Australia Pty Ltd（Kyowa Kirin APAC 100.0%）- オーストラリアの医薬品メーカー - 台灣協和麒麟股份有限公司（Kyowa Kirin APAC 100.0%）- 台湾での医薬品の販売 |  | - Kyowa Kirin Korea Co., Ltd.（Kyowa Kirin APAC 100.0%）- 韓国での販売 |

【北米】
- Kyowa Kirin USA Holdings, Inc.（協和キリン 100.0%）- 北米子会社の統括

| - Kyowa Kirin, Inc.（Kyowa Kirin USA HD 100.0%）- 北米の医薬品メーカー |  | - BioWa, Inc.（Kyowa Kirin USA HD 100.0%）- 北米での抗体医薬品のR&D |

【欧州】
| - Kyowa Kirin International plc（協和キリン 100.0%）- 欧州、米国での医薬品の販売 |  | - Orchard Therapeutics plc（協和キリン 100.0%）- 欧州、米国のバイオ医薬品メーカー |

### ヘルスサイエンス
協和発酵バイオ株式会社（キリンHD 100.0%）- 大手医薬品・原料メーカー
| - 協和ファーマケミカル株式会社（協和発酵バイオ 100.0%）- 医薬品原料メーカー - Kyowa Hakko Bio Italia S.R.L.（協和発酵バイオ 100.0%）- イタリアでの核酸等の貿易業 |  | - Kyowa Hakko U.S.A. Inc.（協和発酵バイオ 100.0%）- 米国での核酸等の貿易業 |

キリンバイオマテリアル株式会社（キリンHD、協和キリン、協和発酵バイオの共同出資）- バイオ医薬のR&Dベンチャー
小岩井乳業株式会社（キリンHD 99.9%、小岩井農牧 0.1%）- 乳業メーカー
株式会社ファンケル【東証プライム・4921】（キリンHD 100.0%）- 大手化粧品・健康食品メーカー
【日本】
- 株式会社ファンケル美健（ファンケル 100.0%）- 化粧品、健康食品等の製造

| - ニコスタービューテック株式会社（ファンケル美健 100.0%）- コンサル型ODMサービス |  | - 株式会社ファンケルラボ（ファンケル美健 100.0%）- コンサル型OEMサービス |

| - 株式会社アテニア（ファンケル 100.0%）- エイジングケアブランドの提供等 - 株式会社ファンケル保険サービス（ファンケル 100.0%）- 保険代理店（損害保険・生命保険）業務 - 株式会社 グリーンヒル（西予市、JAひがしうわとの共同出資）- 青汁の製造 |  | - 株式会社ネオエフ（ファンケル 100.0%）- 化粧品、健康食品、雑貨等の販売 - 株式会社ファンケルスマイル（ファンケル 100.0%）- カタログ、資料等の段取り、一部商品の出荷等（特例子会社） |

【APAC】
- FANCL ASIA (PTE) LTD（ファンケル 100.0%）- APAC全域の販売統括

| - FANCL International,Inc.（FANCL ASIA 100.0%）- 米国を中心とした「FANCL」ブランドの提供 - FANCL (Shanghai) Trading Ltd（FANCL ASIA 100.0%）- 中国での化粧品、栄養補助食品の貿易業 |  | - boscia,LLC（FANCL ASIA 100.0%）- 米国を中心とした「boscia」ブランドの提供 |

Kirin Holdings Australia Pty Ltd（キリンHD 100.0%）- 持株会社
- Kirin Health Science Australia Pty Ltd（Kirin HD Australia 100.0%）- Blackmoresの持株会社
  - Blackmores Limited（Kirin Health Science Australia 100.0%）- オーストラリア最大の健康食品メーカー

### コーポレート
| - キリンアンドコミュニケーションズ株式会社（キリンHD 100.0%）- キリングループの工場見学の運営（広報機能子会社） - キリンビジネスエキスパート株式会社（キリンHD 100.0%）- シェアードサービス機能子会社 - オムロン キリンテクノシステム株式会社（キリンHD 40.0%、オムロン 60.0%）- 大手総合検査機メーカー |  | - キリンオフィスサービス株式会社（キリンHD 100.0%）- キリングループのビジネスサポート業務（特例子会社） - キリンビジネスシステム株式会社（NTTデータ他との共同出資）- ユーザー系システムインテグレーター - キリンエコー株式会社（キリンHD 100.0%）- キリングループの（退職者を含む）従業員向け保険代理店業務 |

### 関連団体
- 公益財団法人キリン福祉財団

### かつてのグループ会社

#### 酒類事業
- サン・ミゲル（フィリピン） - サン・ミゲルビール設立に伴い、全株式を売却した上でサン・ミゲルビールに直接出資している。
- Myanmar Brewery Ltd（ミャンマー） - 2021年に発生したミャンマー国軍によるクーデターを受けて、同国軍系企業との共同事業に人権上の批判が高まったことから2023年1月に全ての株式を同社に売却した[37]。
- Mandalay Brewery Ltd（ミャンマー） - 同上[37]。
- キリン - 国内事業の一部（麒麟麦酒・キリンビバレッジ・メルシャン）を統括していた中間持株会社。2019年7月1日、キリンHDに合併され解散。

#### 一般食品事業
- ナガノトマト - 飲料製造部門を「信州ビバレッジ」として分割後、MBOにより独立。

#### アグリバイオ事業
- ジャパンアグリバイオ - 旧キリンアグリバイオ。花卉園芸事業を手がけ、カーネーションは世界トップシェア。オランダの投資会社に売却。

## テレビ番組
- 日経スペシャル ガイアの夜明け 世界市場に花を売れ! ～知られざる　キリンビールの野望～（2006年4月18日、テレビ東京）[44]
- 日経スペシャル カンブリア宮殿（テレビ東京）
  - 「真のNo.1企業とは?」（2007年4月9日）[45]。
  - 巨大ビール会社を大改造せよ! 変化を恐れないキリンの挑戦（2020年11月26日）[46]。

## スポンサー
サッカー日本代表および日本サッカー協会（JFA）のオフィシャルパートナーである。過去には日本オリンピック委員会のオフィシャルパートナーでもあった。